# Walter Lantz
Walter Benjamin Lantz (New Rochelle, 27 d'abril de 1899 – Burbank, 22 de març de 1994) va ser un dibuixant estatunidenc, animador, productor de cinema, i director, més conegut per fundar Walter Lantz Productions i crear Woody Woodpecker.

## Biografia

### Primers anys i començaments en el món de l'animació
Lantz va nàixer a New Rochelle, Nova York, fill de pares immigrants Italians, Francesco Paolo Lantz (anteriorment Lanza) i Maria Gervasi. Segons la biografia de Joe Adamson La Història Walter Lantz, el pare de Lantz va rebre el seu nou cognom per part d'un oficial d'immigració que el va mal lletrejar. Walter Lantz va estar sempre interessat en l'art, arribant a rebre i completar un curs de dibuix per correspondència quan tenia 12 anys. La primera pel·lícula animada que va veure va ser el curtmetratge de Winsor Mccay Gertie The Dinosaur.
Mentre treballava com a mecànic, Lantz va aconseguir el seu primer encàrrec. A un client ric nomenat Fred Kafka li agradaven els seus dibuixos al tauler de notícies del garatge i va finançar els estudis de Lantz als Art Students League. Kafka també l'ajudava a tenir una feina com a xic de les fotocòpies al New York Journal American, periòdic dirigit per William Randolph Hearst. Lantz treballava en el diari i assistia a escola d'art per les nits.
Abans de complir els 16, Lantz estava treballant en el departament d'animació del director Gregory La Cava. Lantz llavors treballava a John R. Bray Studios, en la sèrie Coronel Heeza Liar.
Així, l'activitat de Walter Lantz, com a dibuixant i caricaturista, es desenvolupa en els inicis de cinema d'animació novaiorquès, sector en el qual va tenir la fortuna d'introduir-se quan era molt jove, al voltant de 1916-1917.
Amb Gregory La Cava com a director, Lantz va crear els personatges de Dinky Doodle i Pete the Pup. Després, a finals de la dècada del 1920 es va traslladar a Califòrnia, escrivint guions i gags per al cinema. En aquesta ciutat va tenir l'oportunitat de treballar per a la Universal i per a la Disney.

### Oswald, the lucky rabbit
El 1928, Lantz va ser contractat per Charles B. Mintzcom com a director de la sèrie de curtmetratges Oswald the Lucky Rabbit, d'Universal Studios. Mintz i el seu cunyat, George Winkler havien arrabassat els drets del personatge als seus creadors originals, Walt Disney i Ub Iwerks a principis d'aquell any.
El president d'Universal, Carl Laemmle no va estar satisfet amb el resultat del producte de Mintz-Winkler i els va despatxar, decidint que la Universal faria els curt pel seu compte. Walter Lantz va anar a parlar amb Laemmle, el president d'Universal i va rebre els drets d'Oswald.
Lantz va formar un nou estudi, i va contractar a l'animador novaiorquès Bill Nolan, per desenvolupar la sèrie. Les credencials de Nolan eren la creació dels fons panoràmics i el redisseny de Fèlix el Gat. En Setembre de 1929, Lantz va estrenar el seu nou cartoon, Race Riot.
En aquesta època, que s'allargaria fins als anys 40, Lantz treballava com a productor independent de pel·lícules, que després distribuïa Universal.

### Woody Woodpecker
Quan Oswald va començar a perdre popularitat, Lantz va decidir que havia de crear un nou personatge. Meany, Miny and Moe, Baby-Face Mouse, Snuffy Skunk, Doxie i Jock and Jill van ser alguns dels poc recordats personatges creats per Lantz i el seu equip. Seria un altre personatge, Andy Panda, qui es convertiria en l'estrela de l'estudi de Lantz als anys 1939-40.
El 1940, Lantz es va casar amb l'actriu Grace Stafford. Durant la seua lluna de mel la parella va escoltar com un Pícid picava el sostre d'on estaven. Grace va suggerir a Walter que utilitzara aquell pardal com inspiració per a un nou personatge. Walter va fer-li cas, malgrat ser escèptic amb l'èxit que podria tindre eixe personatge.Woody Woodpecker va debutar al curt d'Andy Panda Knock Knock. Aquell pícid era similar al personatge de la competència Daffy Duck, i a Lantz li agradaren prou els resultats com per a portar endavant una nova sèrie.
Mel Blanc va doblar Woody Woodpecker als tres primers curts. Quan Blanc va acceptar un contracte en exclusiva amb Leon Schlesinger Productions/Warner Bros. i deixà l'studio de Lantz, la veu de Woody seria doblada pel gagman Ben Hardaway, malgrat que encara utilitzaren la veu de Blanc per a la característica rialla del personatge.
Però el 1948, la cançó de presentació dels curtmetratges, "The Woody Woodpecker Song" va ser nominada als premis Oscar. Com que a la cançó s'utilitzava la rialla de Mel Blanc, aquest va demandar Lantz per mig milió de dòlars, per ús indegut de la seua veu. Tot i que Mel Blanc va perdre el judici, perquè no havia registrat la seua veu, Lantz li va pagar una compensació per voluntat pròpia, alhora que va començar a buscar una nova veu per a Woody Woodpecker.
El 1950, Lantz va començar audicions anònimes. Grace, la seua dona, es va oferir a posar la veu de Woody; tot i que Lantz ho rebutjà, ja que Woody era un personatge masculí. Tot i això, Grace va enviar anònimament una prova de veu a l'estudi. Desconeixent de qui es tractava, Lantz va elegir la veu de Grace per a fer de Woody Woodpecker, qui doblaria el personatge fins que es deixaren de fer curtmetratges amb eixe personatge El 1972, i també va aparèixer en curtmetratges d'altres personatges. Al principi Grace va rebutjar d'eixir als títols de crèdit, tot i que prompte canviaria d'opinió al respecte, orgullosa de ser la veu del personatge. El canvi de veu també va influir en la personalitat del personatge, que va fer-se més dòcil i menys esbojarrat.
Les relacions de Lantz amb la distribuïdora Universal, van canviar quan la companyia va esdevenir Universal-International, ja que Lantz no compartia algunes de les noves polítiques de la companyia, com la idea de llicenciar els drets dels personatges per a la creació de merchandising. Lantz abandona Universal a finals de 1947 i distribueix 12 curtmetratges amb United Artists el 1948, el 1949 els problemes financers forcen Lantz a tancar l'estudi. Després que Universal-International reestrenara curts antics i de l'època d'United Artists, una renegociació dels termes del contracte fan tornar Lantz a la feina el 1951. A partir d'aquesta època el treball de l'estudi es faria de manera més barata, perdent qualitat si es compara el producte amb el dels anys 40.

### Retirada

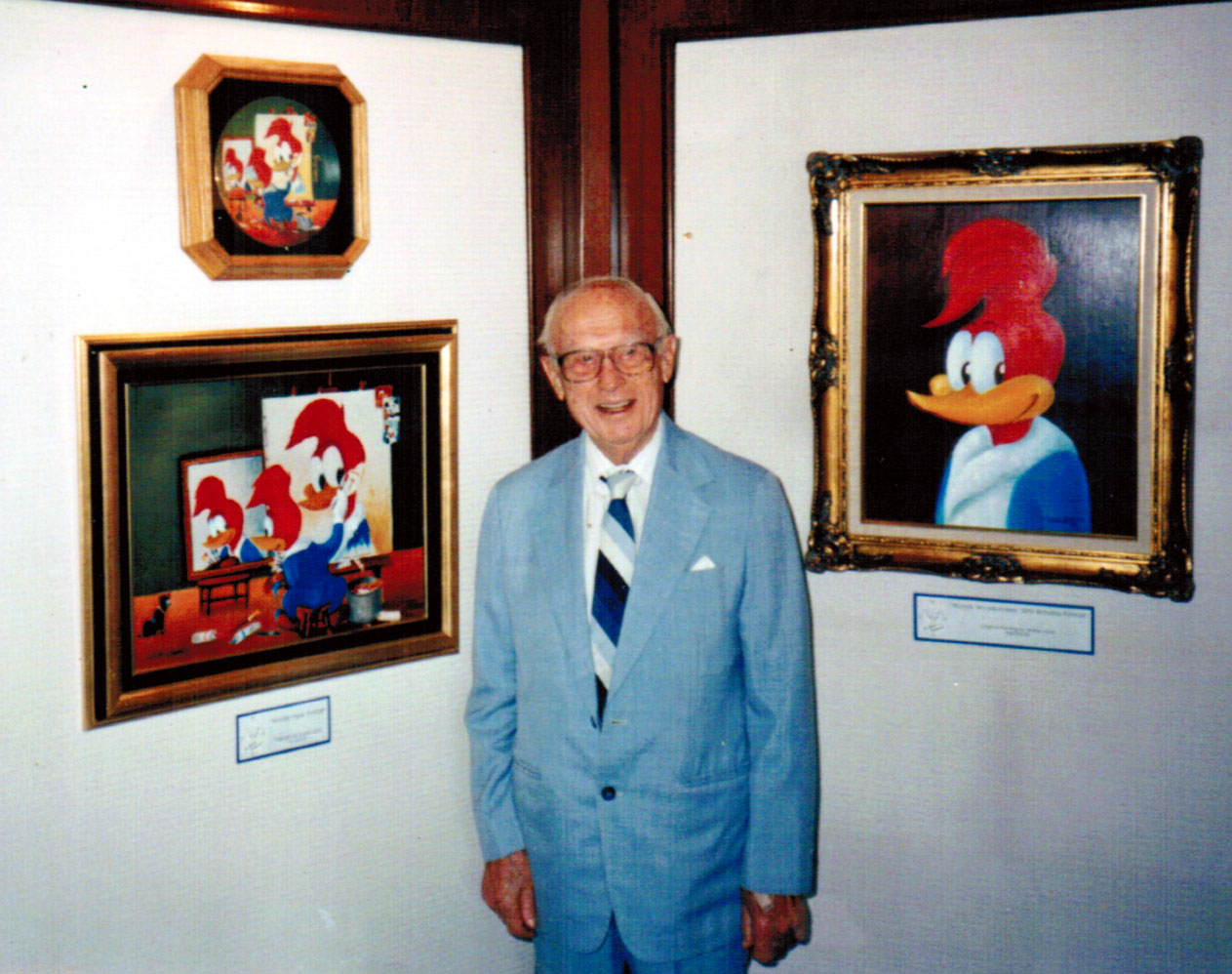
Walter Lantz en 1990.

El 1960 la majoria d'estudis havien prescindit del seu departament d'animació, deixant a Walter Lantz (juntament amb Friz Freleng) com un dels dos estudis que encara estrenava curtmetratges animats als cinemes. Walter Lantz Productions tancarà el 1972, sembla que perquè l'estudi no era viable econòmicament. La Universal cobriria la demanda de curtmetratges animats amb reestrenes de curts antics. L'estudio de Walter Lantz seria l'últim de l'edat daurada de l'animació americana en tancar les portes.
En retirar-se, Lantz continuà gestionant la propietat intel·lectual de l'estudi, llicenciant els personatges a altres empreses. També es dedicà a l'art, venent pintures de Woody Woodpecker amb gran èxit. En 1982, Lantz va donar 17 artefactes al museu d'història americana de l'Smithsonian Institution, incloent-hi un model de fusta de Woody Woodpecker, que datava del debut del personatge el 1941.
En 1993, Lantz va crear un premi de 10.000 dòlars per a animadors del California Institute of the Arts a València, Califòrnia. Walter Lantz va morir al St. Joseph Medical Center de Burbank (Califòrnia) d'una fallada cardíaca el 22 de març de 1994, amb 94 anys.
Alguns dels personatges de l'univers de Walter Lantz són Oswald the Lucky Rabbit (ara propietat de Disney Studios), Space Mouse, Woody Woodpecker, Homer Pigeon, Chilly Willy, Andy Panda, Charlie Chicken i d'altres.

## Premis
- El 1959, Lantz va ser guardonat per l'Ajuntament de Los Angeles com "un dels més destacats dibuixants de pel·lícules d'animació dels Estats Units".[5]
- El 1970, Lantz va rebre el Golden Plate Award de l'American Academy of Achievement.[6]
- El 1973, la societat internacional d'animació ASIFA-Hollywood li va concedir el seu premi Annie.[7]
- El 1979, Lantz va rebre un Oscar en reconeixement de tota la seva carrera i, en particular, per la creació de Woody Woodpecker.[3]
- El 1986, va rebre una estrella al Passeig de la Fama d'Hollywood.[8][9]

## Els dibuixos animats de Walter Lantz
- Oswald the Lucky Rabbit (1929–1938, 1943)
- Cartune Classics (1934–1942, 1953–1957)
- Andy Panda (1939–1949)
- Scrub Me Mama with a Boogie Beat
- Woody Woodpecker (1941–1949, 1951–1972)
- Swing Symphonies (1941–1945)
- Musical Miniatures (1946–1948)
- Chilly Willy (1953–1972)
- The Beary Family (1962–1972)
- Inspector Willoughby(1960-1965)